# ユメ+ミライ=無限大
- ラブライブ! > ラブライブ!サンシャイン!! > Aqours > ユメ+ミライ=無限大

「ユメ+ミライ=無限大」（ユメとミライでむげんだい）は、Aqoursの楽曲。「無限大WORLD☆プロジェクト」のテーマソング。「Aqours CLUB CD SET 2022」として、2022年6月30日にLantisから発売された。

## 概要
前作「なんどだって約束！」から3か月ぶりとなるシングル。Aqours CLUB CD SETシリーズ第6弾として、「Aqours CLUB CD SET 2022」に内包されるかたちでのリリースとなる。
表題曲「ユメ+ミライ=無限大」は、2022年から展開されているプロジェクト「無限大WORLD☆プロジェクト」のテーマソングとして制作された。
カップリングは、第5弾「DREAMY COLOR」に引き続き表題曲のソロバージョンとなっている。
CDには、Aqoursのファンクラブ「Aqours CLUB 2022」のサービスが受けられるシリアルコードやメモリアルブックが封入されている通常盤と、通常盤の内容に加えブックレット・スペシャルメモリアルDVD・ブックが封入された「WHITE EDITION」の2形態で発売される。

## チャート功績
2022年6月29日付のオリコンデイリーランキングでは0.7万枚を売り上げ1位にランクインし、その後5日連続で1位をキープした。ラブライブ!シリーズおよびAqoursの楽曲が5日連続でオリコンデイリー1位となるのは、2019年の「僕らの走ってきた道は…/Next SPARKLING!!」以来3年ぶりとなった。2022年7月11日付オリコン週間シングルランキングでは1.3万枚を売り上げて5位にランクイン。また、アニメCDシングルチャートでは、2016年の「恋になりたいAQUARIUM」以来6年ぶりとなる2週連続の週間1位獲得となった。

## CD収録内容（通常盤/WHITE EDITION共通）
| 全作詞: 畑亜貴、全作曲: 前迫潤哉、サイトウリョースケ、春川仁志、全編曲: サイトウリョースケ、春川仁志。 |                                              |        |                                            |
| # | タイトル                                     | 作詞   | 作曲・編曲                                 |
| 1. | 「ユメ+ミライ=無限大」                       | 畑亜貴 | 前迫潤哉 、 サイトウリョースケ 、 春川仁志 |
| 2. | 「ユメ+ミライ=無限大」(Off Vocal)            | 畑亜貴 | 前迫潤哉 、 サイトウリョースケ 、 春川仁志 |
| 3. | 「ユメ+ミライ=無限大」(高海千歌 Solo Ver.)   | 畑亜貴 | 前迫潤哉 、 サイトウリョースケ 、 春川仁志 |
| 4. | 「ユメ+ミライ=無限大」(桜内梨子 Solo Ver.)   | 畑亜貴 | 前迫潤哉 、 サイトウリョースケ 、 春川仁志 |
| 5. | 「ユメ+ミライ=無限大」(松浦果南 Solo Ver.)   | 畑亜貴 | 前迫潤哉 、 サイトウリョースケ 、 春川仁志 |
| 6. | 「ユメ+ミライ=無限大」(黒澤ダイヤ Solo Ver.) | 畑亜貴 | 前迫潤哉 、 サイトウリョースケ 、 春川仁志 |
| 7. | 「ユメ+ミライ=無限大」(渡辺曜 Solo Ver.)     | 畑亜貴 | 前迫潤哉 、 サイトウリョースケ 、 春川仁志 |
| 8. | 「ユメ+ミライ=無限大」(津島善子 Solo Ver.)   | 畑亜貴 | 前迫潤哉 、 サイトウリョースケ 、 春川仁志 |
| 9. | 「ユメ+ミライ=無限大」(国木田花丸 Solo Ver.) | 畑亜貴 | 前迫潤哉 、 サイトウリョースケ 、 春川仁志 |
| 10. | 「ユメ+ミライ=無限大」(小原鞠莉 Solo Ver.)   | 畑亜貴 | 前迫潤哉 、 サイトウリョースケ 、 春川仁志 |
| 11. | 「ユメ+ミライ=無限大」(黒澤ルビィ Solo Ver.) | 畑亜貴 | 前迫潤哉 、 サイトウリョースケ 、 春川仁志 |

## スペシャルメモリアルDVD収録内容（WHITE EDITIONのみ）

### Disc1 CLUB CHALLENGE
| #   | タイトル                                                       | 作詞 | 作曲・編曲 |
| --- | -------------------------------------------------------------- | ---- | ---------- |
| 1.  | 「9分の6アンケートチャレンジ！」                               |      |            |
| 2.  | 「「コンパスコンパス…」といいながらパソコンと書く！」          |      |            |
| 3.  | 「ストップウォッチチャレンジ！」                               |      |            |
| 4.  | 「「くろまめくろまめ…」といいながらしろくまと書く！」          |      |            |
| 5.  | 「ティッシュを上から落として箸でキャッチ！」                   |      |            |
| 6.  | 「後出しジャンケンで3回連続負け続けろ！」                      |      |            |
| 7.  | 「ジェスチャー伝言ゲーム！」                                   |      |            |
| 8.  | 「球速65kmで投げる！」                                         |      |            |
| 9.  | 「1分間で豆を30個別の皿に移し替えろ！」                        |      |            |
| 10. | 「パターゴルフチャレンジ！」                                   |      |            |
| 11. | 「折り紙チャレンジ！ヒント無しで鶴折れるか？+番外編」          |      |            |
| 12. | 「背中に描いた絵を当てろ！」                                   |      |            |
| 13. | 「写真を見てどの時期のあいにゃか当てるゲーム！」               |      |            |
| 14. | 「黒ひげ危機一発で最後まで飛ばさずにクリアせよ！」             |      |            |
| 15. | 「「炙りカルビ」を3回連続で言えたらクリア！」                  |      |            |
| 16. | 「15秒以内にシャープペンシルの芯を一本出し切る」               |      |            |
| 17. | 「10秒以内に「にんべん」のついた漢字を６個書く！」             |      |            |
| 18. | 「マシュマロキャッチ！」                                       |      |            |
| 19. | 「コイントスで３回連続表を出す！」                             |      |            |
| 20. | 「30秒以内に10匹魚を釣る！」                                   |      |            |
| 21. | 「片足で30秒静止できるか！？」                                 |      |            |
| 22. | 「サイコロ2つで6のゾロ目を出す！」                             |      |            |
| 23. | 「テーブルクロスひきチャレンジ！」                             |      |            |
| 24. | 「目を閉じて体の前で両手の人差し指を合わせろ！」               |      |            |
| 25. | 「右手で三角、左手で四角を同時に描け！」                       |      |            |
| 26. | 「利き手じゃないほうを使って自分の担当メンバーの名前を書け！」 |      |            |
| 27. | 「フラフープチャレンジ！」                                     |      |            |
| 28. | 「風船リフティングチャレンジ！」                               |      |            |
| 29. | 「だるま落としチャレンジ！」                                   |      |            |
| 30. | 「しりとりチャレンジ！」                                       |      |            |
| 31. | 「スプーンにピンポン球を乗せて5m歩く！」                       |      |            |
| 32. | 「ムーンウォークチャレンジ！」                                 |      |            |
| 33. | 「ピンポン球カップインチャレンジ！」                           |      |            |
| 34. | 「イラストで楽曲を伝えよう！」                                 |      |            |
| 35. | 「目を閉じてAqoursと書く！」                                   |      |            |
| 36. | 「すわわの「んー」がどの意味か当てる！」                       |      |            |
| 37. | 「箱の中身を探る冒険！」                                       |      |            |
| 38. | 「定規を使わずに30センチジャストの線を引く！」                 |      |            |
| 39. | 「30秒以内に鉛筆5本立てる！」                                  |      |            |
| 40. | 「30秒間瞬きをしない！」                                       |      |            |
| 41. | 「針に糸を一発で通す！」                                       |      |            |
| 42. | 「目をつぶってその場で行進 移動せずにとどまれるか！」          |      |            |
| 43. | 「一発で指パッチンできるか！」                                 |      |            |
| 44. | 「「愛してるゲーム」合計6回言えるか！」                        |      |            |
| 45. | 「一筆で描いた絵を当てる！」                                   |      |            |
| 46. | 「30秒できれいにみかんをむけるか！」                           |      |            |
| 47. | 「ハンコ早押しチャレンジ！」                                   |      |            |
| 48. | 「ダンスイントロクイズ！」                                     |      |            |
| 49. | 「お手玉チャレンジ！」                                         |      |            |
| 50. | 「リコーダーで「ドレミファソラシド」を綺麗に吹く！」           |      |            |

### Disc2 CLUB CHALLENGE・Aqours CLUB REPORT
| #    | タイトル                                                           | 作詞 | 作曲・編曲 |
| ---- | ------------------------------------------------------------------ | ---- | ---------- |
| 51.  | 「1人がピンポン球を投げ、2人がコップでキャッチ！」                 |      |            |
| 52.  | 「ノーヒントでペンギンの絵を描く！」                               |      |            |
| 53.  | 「型抜きチャレンジ！」                                             |      |            |
| 54.  | 「できるだけ早くアルプス一万尺チャレンジ！」                       |      |            |
| 55.  | 「じゃんけん9連続あいこ！」                                        |      |            |
| 56.  | 「相手の口癖を会話の中で言わせるチャレンジ！」                     |      |            |
| 57.  | 「あっち向いてホイ三連勝できるか！」                               |      |            |
| 58.  | 「プシュッという音を立てずに炭酸入りペットボトルを開けられるか！」 |      |            |
| 59.  | 「右手と左手でジャンケン！」                                       |      |            |
| 60.  | 「5段積み上がった紙コップを10秒以内に全て重ねられるか！」          |      |            |
| 61.  | 「ゆでたまご早剥きチャレンジ！」                                   |      |            |
| 62.  | 「カタカナを使わずにお題を相手に伝える！」                         |      |            |
| 63.  | 「ハートチャレンジ！」                                             |      |            |
| 64.  | 「握力6キロチャレンジ！」                                          |      |            |
| 65.  | 「30秒間頭にりんごを乗せる！」                                     |      |            |
| 66.  | 「相手を褒めて照れさせる！」                                       |      |            |
| 67.  | 「上から落とすピンポン球をキャッチせよ！」                         |      |            |
| 68.  | 「90秒でトランプタワー2段作る！」                                  |      |            |
| 69.  | 「30秒で風船を膨らませる！」                                       |      |            |
| 70.  | 「ポエポエと言いながらイルカと書くチャレンジ！」                   |      |            |
| 71.  | 「風船ラリー15回チャレンジ！」                                     |      |            |
| 72.  | 「宇宙食を当てるチャレンジ！」                                     |      |            |
| 73.  | 「左右の目でウィンク！」                                           |      |            |
| 74.  | 「10秒以内にダイヤのエースを探せ！」                               |      |            |
| 75.  | 「ボトルフリップチャレンジ！」                                     |      |            |
| 76.  | 「万歩計30秒で100回振る！」                                        |      |            |
| 77.  | 「二重跳びチャレンジ！」                                           |      |            |
| 78.  | 「サイコロ積み上げチャレンジ！」                                   |      |            |
| 79.  | 「紙風船チャレンジ！」                                             |      |            |
| 80.  | 「Aqours楽曲の歌詞を音読して曲名を当てる！」                       |      |            |
| 81.  | 「即興川柳チャレンジ！」                                           |      |            |
| 82.  | 「旗上げチャレンジ！」                                             |      |            |
| 83.  | 「ペン回しチャレンジ！」                                           |      |            |
| 84.  | 「炭酸水ピッタリ注ぐチャレンジ！」                                 |      |            |
| 85.  | 「ラブライブレード！色合わせチャレンジ！」                         |      |            |
| 86.  | 「誰にトントンされたか当てるチャレンジ！」                         |      |            |
| 87.  | 「ペットボトルを頭に乗せて歩く！」                                 |      |            |
| 88.  | 「すわわの「んー」がどの意味か当てる！②」                          |      |            |
| 89.  | 「ハンコ早押しチャレンジ！②」                                      |      |            |
| 90.  | 「衣装当てクイズ！」                                               |      |            |
| 91.  | 「バドミントンチャレンジ！」                                       |      |            |
| 92.  | 「15秒で間違った漢字を見つけ出せ！」                               |      |            |
| 93.  | 「「ピギー」のみで会話をするチャレンジ！」                         |      |            |
| 94.  | 「真顔のありさちゃんを笑わせるチャレンジ！」                       |      |            |
| 95.  | 「セトリ当てクイズ！」                                             |      |            |
| 96.  | 「シャボン玉チャレンジ！」                                         |      |            |
| 97.  | 「ダーツチャレンジ！」                                             |      |            |
| 98.  | 「足ツボチャレンジ！」                                             |      |            |
| 99.  | 「紙飛行機チャレンジ！」                                           |      |            |
| 100. | 「倍速ダンスチャレンジ！」                                         |      |            |
| 101. | 「Aqours CLUB REPORT わくわくボウリング大会 ～Part.１～」          |      |            |
| 102. | 「Aqours CLUB REPORT わくわくボウリング大会 ～Part.２～」          |      |            |
| 103. | 「Aqours CLUB REPORT わくわくボウリング大会 ～Part.３～」          |      |            |

### Disc3 BIRTHDAY REPORT 2021
| #  | タイトル                               | 作詞 | 作曲・編曲 |
| -- | -------------------------------------- | ---- | ---------- |
| 1. | 「BIRTHDAY REPORT 2021 小林愛香 編」   |      |            |
| 2. | 「BIRTHDAY REPORT 2021 伊波杏樹 編」   |      |            |
| 3. | 「BIRTHDAY REPORT 2021 逢田梨香子 編」 |      |            |
| 4. | 「BIRTHDAY REPORT 2021 降幡 愛 編」    |      |            |
| 5. | 「BIRTHDAY REPORT 2021 小宮有紗 編」   |      |            |
| 6. | 「BIRTHDAY REPORT 2021 諏訪ななか 編」 |      |            |
| 7. | 「BIRTHDAY REPORT 2021 高槻かなこ 編」 |      |            |
| 8. | 「BIRTHDAY REPORT 2021 斉藤朱夏 編」   |      |            |
| 9. | 「BIRTHDAY REPORT 2021 鈴木愛奈 編」   |      |            |